# Litoria cultripes
Litoria cultripes är en groddjursart som först beskrevs av Parker 1940.  Litoria cultripes ingår i släktet Litoria och familjen lövgrodor. IUCN kategoriserar arten globalt som livskraftig. Inga underarter finns listade i Catalogue of Life.